# باکلان دوکاکل
باکلان دوکاکل(نام علمی: Phalacrocorax auritus) نام یک گونه از سرده باکلان‌ها است.